# Peperomia hirtella
Peperomia hirtella är en pepparväxtart som beskrevs av Friedrich Anton Wilhelm Miquel. Peperomia hirtella ingår i släktet peperomior, och familjen pepparväxter. Inga underarter finns listade i Catalogue of Life.